# Chiesa di San Saturnino (Susa)
La chiesa di San Saturnino sorge nelle campagne del comune di Susa.

## Descrizione

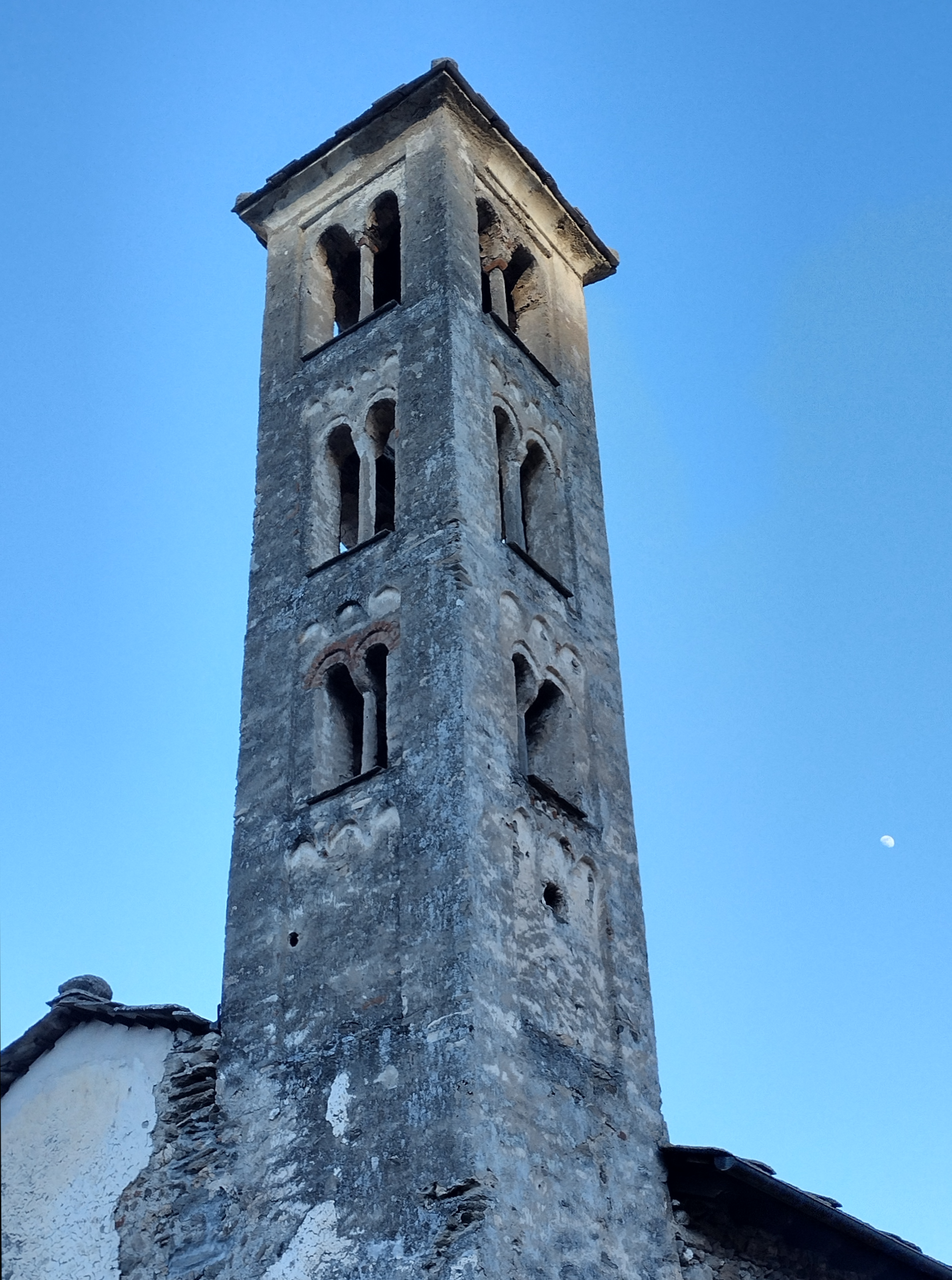
Il campanile

L'edificio, esempio di architettura romanica, risale all'XI secolo ed è consacrato a san Saturnino. Di esso si fa menzione per la prima volta in un diploma emesso da Cuniberto, l'allora vescovo di Torino, per mezzo del quale nel 1065 la chiesa veniva donata alla prevostura di San Lorenzo di Oulx con Santa Maria Maggiore. L'edificio religioso è oggi compreso nella ZSC denominata Arnodera - Colle Montabone istituita nell'ambito della rete ecologica europea Natura 2000..